# Hilding Hagberg

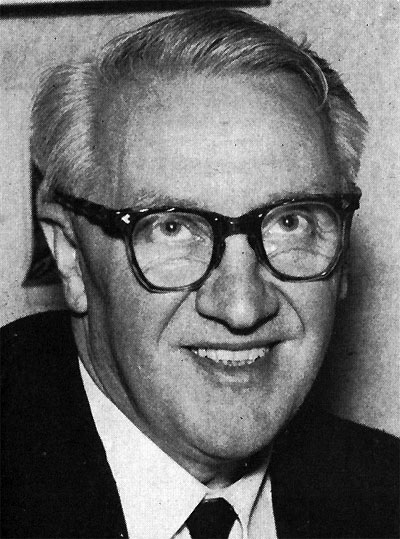
Hilding Hagberg

Karl Hilding Hagberg (* 28. Oktober 1899 in Gällivare; † 17. Dezember 1993 in Luleå) war ein schwedischer Politiker. Von 1951 bis 1964 war er Vorsitzender der Kommunistischen Partei Schwedens (SKP) und von 1933 bis 1964 Abgeordneter im Reichstag.

## Leben
Als junger Minenarbeiter in den Eisenerzminen von Malmberget wurde Hagberg Mitglied der Kommunistischen Partei Schwedens. Zwischen 1930 und 1935 war er Mitarbeiter und dann Chefredakteur der Tageszeitung Norrskensflamman, einer regionalen kommunistischen Parteizeitung für die Provinz Norrbotten und von 1943 bis 1964 leitender Mitarbeiter der wichtigsten Parteizeitung, des Ny Dag. 1930 wurde er Mitglied des Politbüros des ZK der SKP, was er bis 1964 blieb. Von 1933 bis 1964 war Hagberg Abgeordneter der Zweiten Kammer des Schwedischen Reichstags.
Als Parteivorsitzender verfolgte Hagberg einen prosowjetischen Kurs. So unterstützte er 1956 die Niederschlagung des Ungarnaufstandes und den Bau der Berliner Mauer 1961. Im Jahr darauf verlor die SKP deutlich die schwedischen Kommunalwahlen. In der Partei wurde als ein Grund für die Niederlage die zu enge Anlehnung an die Sowjetunion gesehen. Folgerichtig wurde Hagberg als Parteivorsitzender 1964 durch Carl-Henrik Hermansson abgelöst, die SKP änderte Programm und Statuten, benannte sich selbst in Vänsterpartiet kommunisterna (Linkspartei – Kommunisten) um und verfolgte in der Folgezeit einen moskaukritischen und eurokommunistischen Kurs.
Zusammen mit einem Großteil des prosowjetischen Flügels verließ Hagberg 1977 die Partei und nahm an der Gründung der Kommunistischen Arbeiterpartei (APK) teil.
Hagberg verstarb am 17. Dezember 1993 in Luleå. Posthum wurden 1995 seine Memoiren unter dem Titel „Jag är och förblir kommunist“ („Ich bin und bleibe Kommunist“) veröffentlicht.

## Schriften
- Marshallplanen, västblocket och Sverge. Stockholm 1948
- Röd bok om svart tid. Staffanstorp 1966
- I Marx-Lenins anda. Staffanstorp/Solna 1968
- Socialismen i Tiden. Göteborg 1980
- Jag är och förblir kommunist. 1995 (postum)